# جهان مالایی

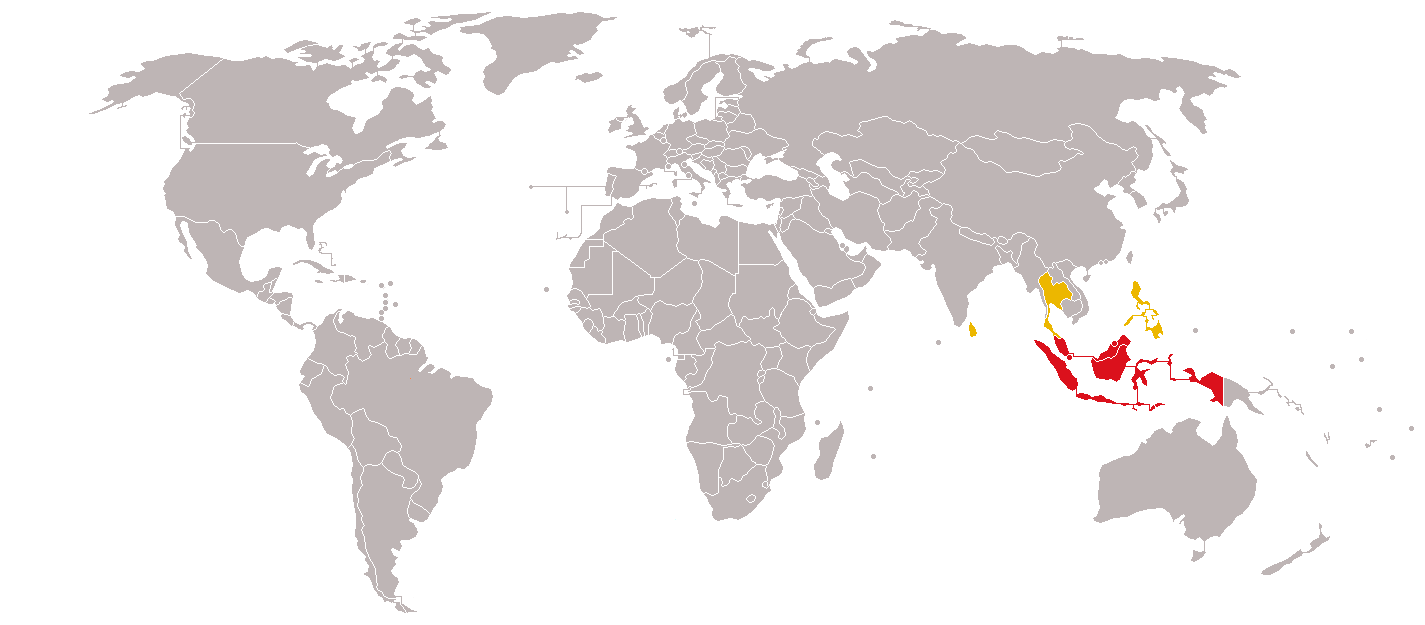

جهان مالایی یا قلمرو مالایی (مالایی: Dunia Melayu) یک مفهوم یا عبارتی است که توسط نویسندگان و گروه‌های مختلف در طول زمان برای نشان دادن چندین مفهوم مختلف برای مالایی بودن، به عنوان یک گروه نژادی، زبانی یا سیاسی-فرهنگی، مشتق شده‌است. استفاده شده‌است. استفاده از اصطلاح «مالایی» در بیشتر مفهوم‌سازی‌ها عمدتاً بر اساس نفوذ فرهنگی رایج مالایی است که به ویژه از طریق گسترش زبان مالایی در جنوب شرقی آسیا مشاهده می‌شود و توسط قدرت‌های مختلف استعماری در طول عصر کاوش مشاهده شده‌است.